# Ригозо (Парма)
Ригозо је насеље у Италији у округу Парма, региону Емилија-Ромања.
Према процени из 2011. у насељу је живело 58 становника. Насеље се налази на надморској висини од 1128 м.